# Politisches System Luxemburgs
Seit Inkrafttreten des Londoner Vertrag vom 19. April 1839 ist das Großherzogtum Luxemburg ein unabhängiger, souveräner Staat in Form einer konstitutionellen Erbmonarchie (Dynastie Nassau-Weilburg) mit parlamentarischem Regierungssystem.
Kurz nach Ende des Ersten Weltkrieges stellten die Verfassungsänderung von 1919 und die Einführung des allgemeinen Wahlrechts einen großen politischen Wendepunkt des Großherzogtums dar. Sah das Wahlrecht der alten Verfassung noch einen vom jeweils gezahlten Steuerbetrag abhängiges und nur für männliche Einwohner mit vollendeten 25. Lebensjahr geltendes Wahlrecht vor, so konnte jetzt jeder Luxemburger, der das 21. Lebensjahr (1972 auf 18 Lebensjahre abgesenkt) vollendet hatte, an der Wahlurne über die Zukunft des Landes abstimmen.
Die vom Volk ausgehende Staatsgewalt wird indirekt mittels geheimer Wahl der Volksvertreter in die Abgeordnetenkammer, das luxemburgische Parlament, ausgeübt.
Das Staatsoberhaupt (der Großherzog) legt im Rahmen seiner Thronbesteigung den verfassungsgemäßen Eid vor den Abgeordneten ab.

## Verfassung
Zwei Jahre nach Erlangung der Unabhängigkeit des Landes wurde die erste Verfassung von 1841 fixiert. Grundsätzlich ist die Verfassung oberste Rechtsnorm des Staates: sämtliche Grundrechte und das Wesentliche zur Funktionsweise des Staates ist durch sie definiert.
Die am 1. Juli 2023 in Kraft getretene Verfassung besteht aus 132 Artikeln, die in 12 Kapiteln aufgeteilt sind:
| Kapitel | Artikel | deutsch                                                   | offiziell franséisch Bezeechnung                                   |
| ------- | ------- | --------------------------------------------------------- | ------------------------------------------------------------------ |
| I       | 1–8     | Über de Staat, sein Territorium und seine Einwohner       | De l'État, de son territoire et de ses habitants                   |
| II      | 9–43    | Über Rechte und Freiheiten                                | Des droits et libertés                                             |
| III     | 44–61   | Über den Großherzog                                       | Du Grand-Duc                                                       |
| IV      | 62–86   | Über die Abgeordnetenkammer                               | De la Chambre des Députés                                          |
| V       | 87–94   | Über die Regierung                                        | Du Gouvernement                                                    |
| VI      | 95–96   | Über den Staatsrat                                        | Du Conseil d'État                                                  |
| VII     | 97–112  | Über die Justiz                                           | De la Justice                                                      |
| VIII    | 113–120 | Über verschidde Bestimmungen für die Verwaltung vom Staat | De certaines dispositions relatives à l'administration de l'État   |
| IX      | 121–127 | Über die Gemeinden                                        | Des communes                                                       |
| X       | 128–129 | Über die öffentlichen Unternehmen und Berufsorgane        | Des établissements publics de l'État et des organes professionnels |
| XI      | 130–131 | Über die Änderung der Verfassung                          | De la révision de la Constitution                                  |
| XII     | 132     | Übergangsbestimmungen                                     | Dispositions transitoires                                          |

## Gesetzgebungsverfahren
Sowohl die Abgeordnetenkammer als auch der Großherzog (bzw. die Regierung) können Vorschläge für neue Gesetz einbringen.
Kommt ein Vorschlag aus der Kammer, spricht man von einem Gesetzesvorschlag (proposition de loi), kommt er von der Regierung, spricht man von einem Gesetzentwurf (projet de loi).
Jeder Gesetzesvorschlag oder jedes Projekt muss zuvor dem Staatsrat zur Stellungnahme vorgelegt werden, bevor darüber abgestimmt werden kann. Bei diversen Gesetzentwürfen ist zusätzlich die Stellungnahme der zuständigen Berufskammer einzuholen.
Nach Eingang der Stellungnahmen/Gutachten wird der Text der Präsidentenkonferenz an den zuständigen parlamentarischen Ausschuss weitergeleitet. Er berät darüber und teilt dann der Kammer das Ergebnis seiner Beratung mit. Für den Fall, dass Ergänzungen, also Änderungsvorschläge, vorgenommen wurden, müssen diese dem Staatsrat erneut zur Stellungnahme vorgelegt werden.
Der Bericht der Kommission wird dann vom Berichterstatter in öffentlicher Sitzung der Kammer vorgelegt und anschließend debattiert, wobei jeder Abgeordnete das Wort ergreifen kann.
Danach wird erstmals Artikel für Artikel über das Projekt bzw. den Antrag abgestimmt. Werden Artikel abgelehnt oder Änderungen vorgenommen, ohne dass zuvor der Staatsrat konsultiert wurde, muss dessen Stellungnahme erneut eingeholt werden. Nach dieser Stellungnahme verständigt sich die Kammer noch einmal darüber, zunächst Artikel für Artikel, dann über das Projekt bzw. den Vorschlag als Ganzes.
Da in Luxemburg keine zweite Parlamentskammer existiert, geht der Text eines neuen Gesetzes drei Monate nach der ersten Abstimmung zur zweiten Abstimmung an die Abgeordnetenkammer zurück. Eine solche Verfassungsabstimmung ist nicht erforderlich, wenn der Staatsrat mit dem Projekt oder dem Vorschlag in seiner vorgelegten Form keine Einwände hat und die Kammer eine Ausnahmegenehmigung für die zweite Abstimmung erteilte.
Ein Gesetz tritt endgültig nach Unterzeichnung durch das Staatsoberhaupt und – sofern seit der obligatorischen Veröffentlichung im Amtsblatt des Großherzogtums „Memorial“ drei Tage vergangen sind – in Kraft, solange das Gesetz selbst nichts anderes vorsieht.

## Die Legislative

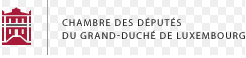
Chamber

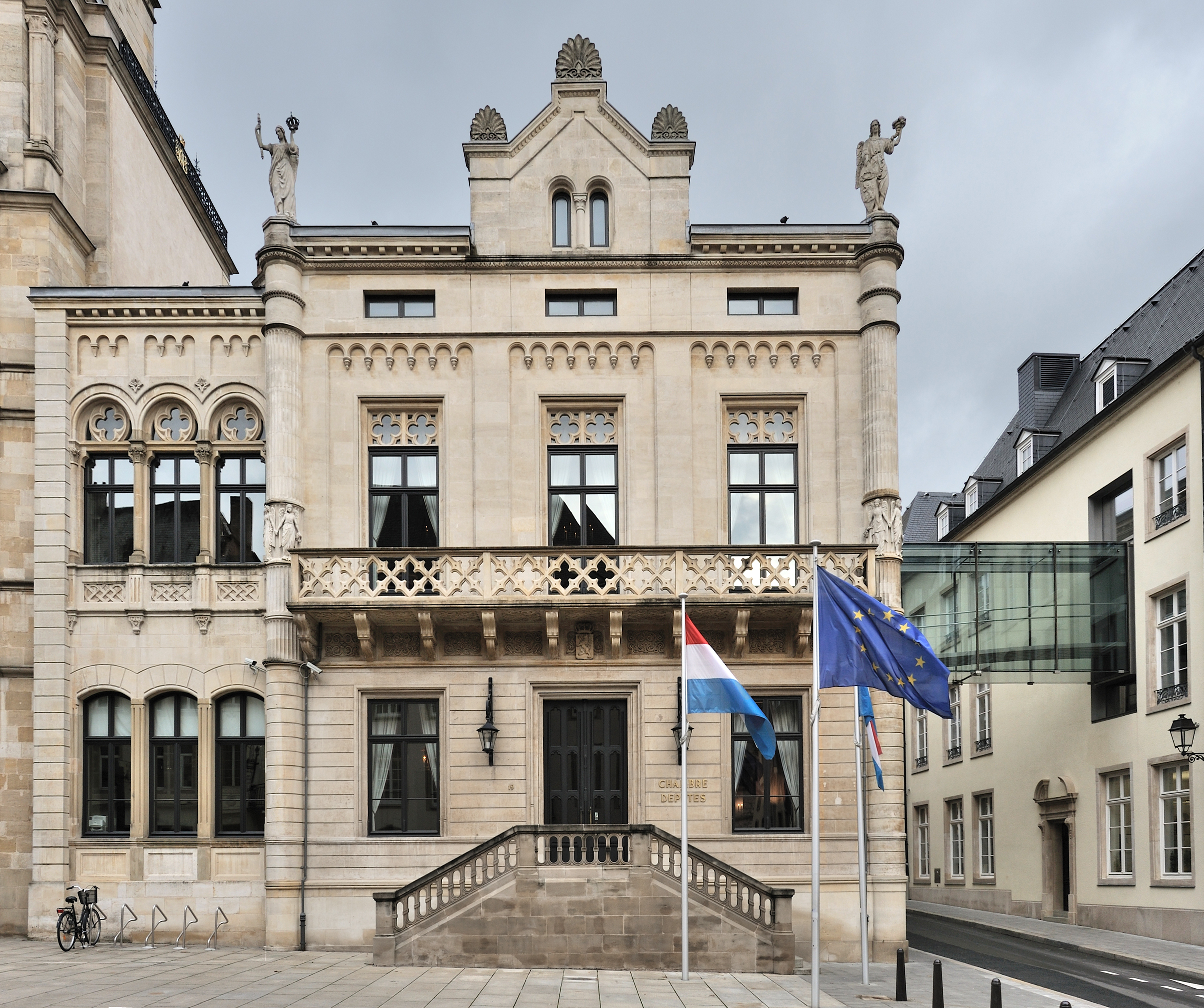
Chamber

Die Ausübung der gesetzgebenden Gewalt obliegt ausschließlich der Abgeordnetenkammer mit ihren 60 Abgeordneten.
Jedes gewählte Mitglied verfügt über ein parlamentarisches Initiativrecht, das durch das Einbringen von Gesetzesvorlagen ausgeübt wird.
Die Abgeordnetenkammer prüft und debattiert sämtliche Gesetzentwürfe/Gesetzesvorlagen, die an sie herangetragen werden. Über den Weg einer parlamentarischen Abstimmung kann sie entweder zustimmen oder einem Gesetzesentwurf eine Absage erteilen.
Die Verabschiedung eines Gesetzes erfolgt immer gemäß den in der Verfassung vorgesehenen und in ihrer Geschäftsordnung erläuterten Verfahrensvorschriften.
Über die Regierung kann auch das Staatsoberhaupt Gesetzesinitiativen in die Abgeordnetenkammer einbringen.

### Verfahren zur Wahl des Abgeordnetenhauses Chamber
sh. separater Artikel zur Wahl 2023

### Der Staatsrat
Der Staatsrat – dessen Schaffung auf die Verfassungsänderung vom 27. November 1856 zurückgeht – hat als Verfassungsorgan die Aufgabe, „zu sämtlichen Gesetzentwürfen und Gesetzesvorlagen und den gegebenenfalls vorgebrachten Änderungsanträgen Gutachten abzugeben“.
Die 21 Mitglieder (davon mindestens 11 Juristen) des Staatsrates werden vom Staatsoberhaupt ernannt.
Jedoch hat der Staatsrat nur eine beratende Funktion im Rahmen des Gesetzgebungsverfahrens. Zu jedem Gesetzentwurf und jeder Gesetzesvorlage muss der Abgeordnetenkammer zwingend ein Gutachten des Staatsrates vorlegen.
Der Staatsrat nimmt ebenfalls zu allen Verordnungsentwürfen der Regierung Stellung.
Er prüft die Konformität der Textentwürfe mit der Verfassung, internationalen Vereinbarungen und den allgemeinen Rechtsgrundsätzen. Es handelt sich dabei um eine Prüfung im Vorfeld – die nachträgliche Prüfung obliegt dem Verfassungsgerichtshof.
Die Rolle des Staatsrats im Rahmen des Gesetzgebungsverfahrens besteht darin, zu überzeugen und nicht vorzuschreiben.
Der Staatsrat kann seinerseits die Regierung auf die Zweckmäßigkeit neuer Gesetze oder Verordnungen bzw. vorzunehmender Änderungen bestehender Gesetze und Verordnungen aufmerksam machen.
Die Gesetzesinitiative kann entweder von der Abgeordnetenkammer oder von der Regierung ausgehen. Im ersten Fall spricht man vom parlamentarischen Initiativrecht und von Gesetzesvorlagen, im zweiten Fall handelt es sich um das Initiativrecht der Regierung und Gesetzentwürfe. Die Gesetzesvorlagen werden vom Parlament eingebracht, während die Gesetzentwürfe von der Regierung vorgelegt werden.Institutionelle Landschaft.
Sämtliche luxemburgischen Institutionen folgen dem Grundsatz der Gewaltenteilung, wobei zwischen Exekutive und Legislative zahlreiche Verbindungen bestehen:

## Die Exekutive
Der Großherzog ist gem. Wortlaut der Verfassung das Staatsoberhaupt und damit Inhaber der Exekutivgewalt.
In dieser Eigenschaft stellt er die Durchführung von Gesetzen sicher, in dem er die notwendigen Verordnungen festlegt.
Tatsächlich wird in der Praxis diese Aufgabe jedoch oftmals von der Regierung wahrgenommen, die die erforderlichen Entscheidungen und Initiativen trifft bzw. ergreift.
Der Großherzog repräsentiert das Großherzogtum Luxemburg zudem auf internationaler Ebene.

## Die Judikative
Die Ausübung der Judikative obliegt unabhängigen Gerichtshöfen und Gerichten. In Luxemburg gibt es zwei Gerichtsbarkeiten:
- zivil- und strafrechtliche Gerichtsbarkeit, die aber auch Anfechtung politische Grundrechten kennt;
- die Verwaltungsgerichtsbarkeit, die im Falle verwaltungsrechtlicher Streitsachen entscheidet.

Außerdem befindet der Verfassungsgerichtshof über Verfassungskonformität aller Gesetze.